# Kirche des Erzengels Michael im ehemaligen Andronikow-Kloster

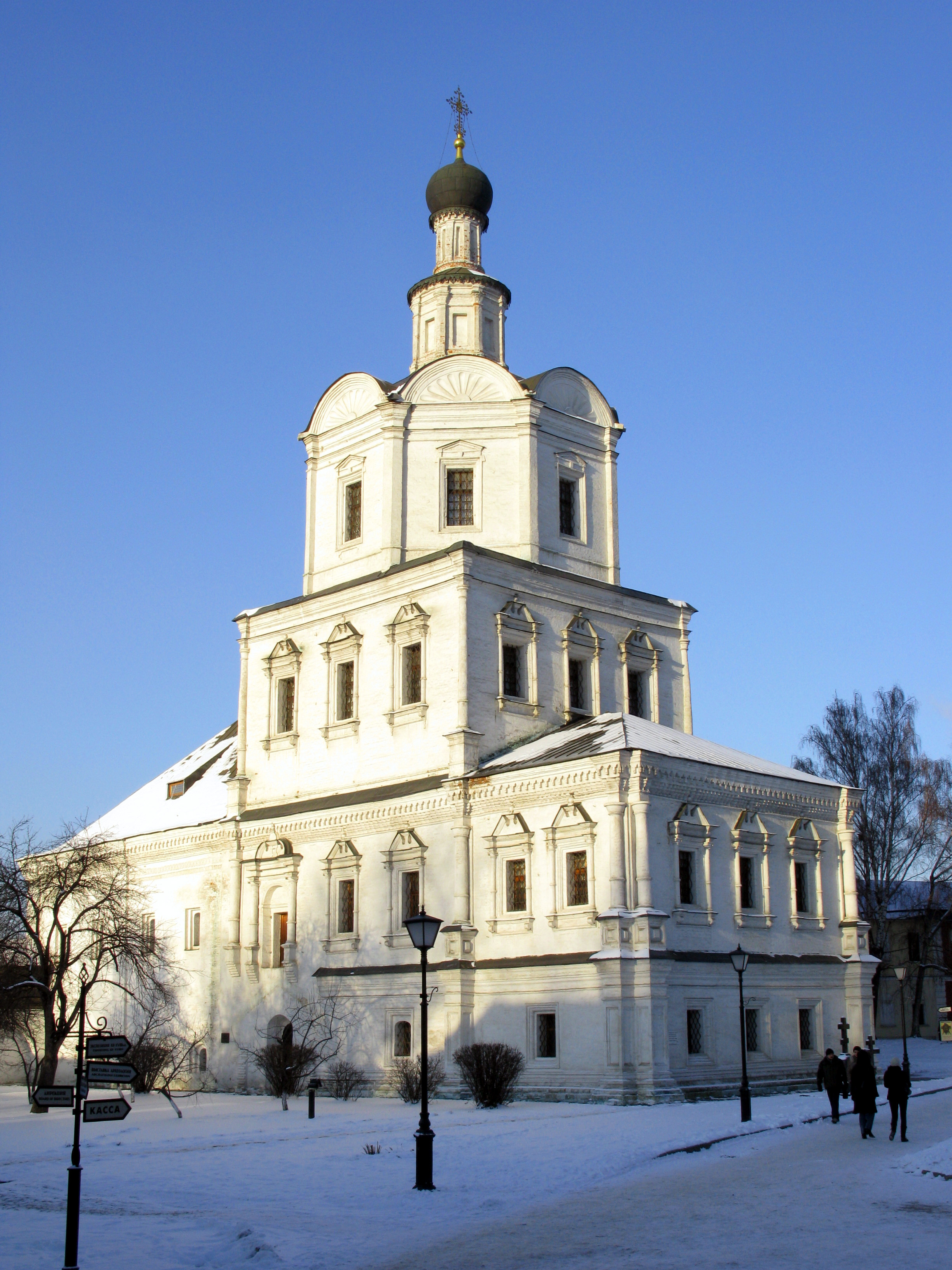
Kirche des Erzengels Michael im ehemaligen Andronikow-Kloster

Die Kirche des Erzengels Michael im ehemaligen Andronikow-Kloster ist eine russisch-orthodoxe Kirche aus dem 18. Jahrhundert. Sie ist dem Patronat des Erzengels Michael anvertraut und liegt im Zentralen Verwaltungsbezirk Moskaus im Gebiet des ehemaligen Andronikow-Klosters.

## Geschichte
Die Kirche wurde 1691 bis 1739 im Auftrag von Jewdokija Fjodorowna Lopuchina, der ersten Frau Peters I., erbaut. Zu einer länger dauernden Bauunterbrechung kam es ab 1698 nach der Verbannung Lopuchinas aufgrund des zweiten Strelitzenaufstandes.
Der zentrale Gebäudeteil der im Naryschkin-Barock errichteten Kirche ist in fünf Stufen horizontal gegliedert, wobei die untersten beiden Stufen nahezu quadratisch sind. Darüber befindet sich eine achteckige dritte Stufe mit Rundgiebeln und obenauf ein zweistufiger Turm mit Zwiebelhaube.
An die Kirche schließt sich das bereits im Auftrag Iwan des Großen 1504 bis 1506 gebaute Refektorium des Klosters an.
1918, kurz nach der Oktoberrevolution, wurde das Kirchengebäude für Gottesdienste geschlossen. Kirchengebäude und Refektorium beherbergen seit 1947 das Museum für altrussische Kultur und Künste Andrei Rubljow (Andrei -Rublew-Museum).
Seit 1989 koexistierte das Museum mit einer bescheidenen Nutzung als Kirchenraum, das Moskauer Patriarchat setzte jedoch das Andrei-Rublew-Museum zunehmend unter Druck; sie fordert die sofortige Freigabe aller Gebäude zugunsten der Russisch-orthodoxen Kirche. Es gäbe aber bei weitem nicht genug Ordensbrüder für einen Betrieb und der sonntägliche Kirchenbesuch umfasse weniger als 40 Personen, so die Nowaja Gaseta über die russisch-orthodoxe Kirche, die nicht imstande sei, "zivilisierte Gespräche" über das Kulturgut zu führen.

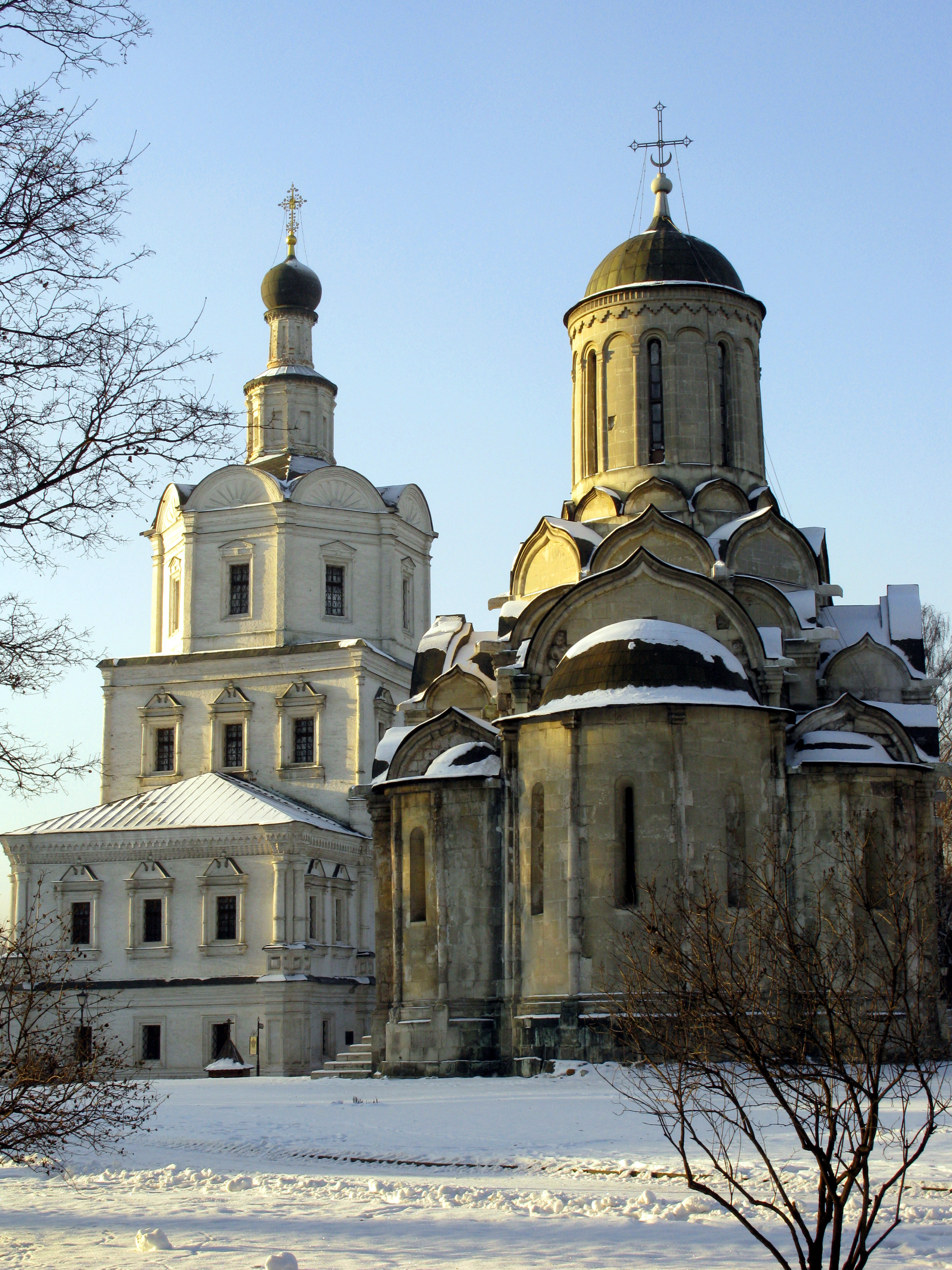
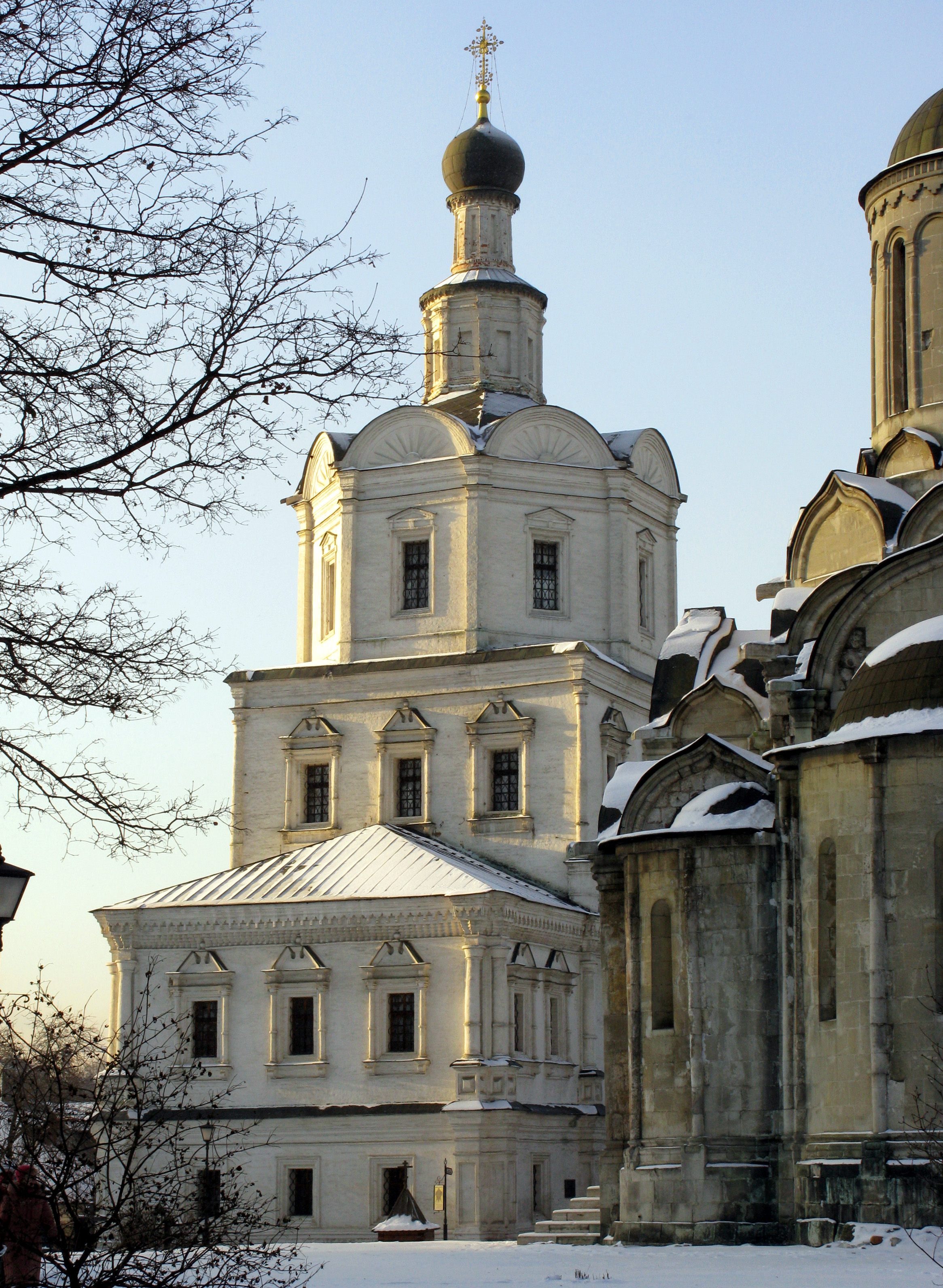
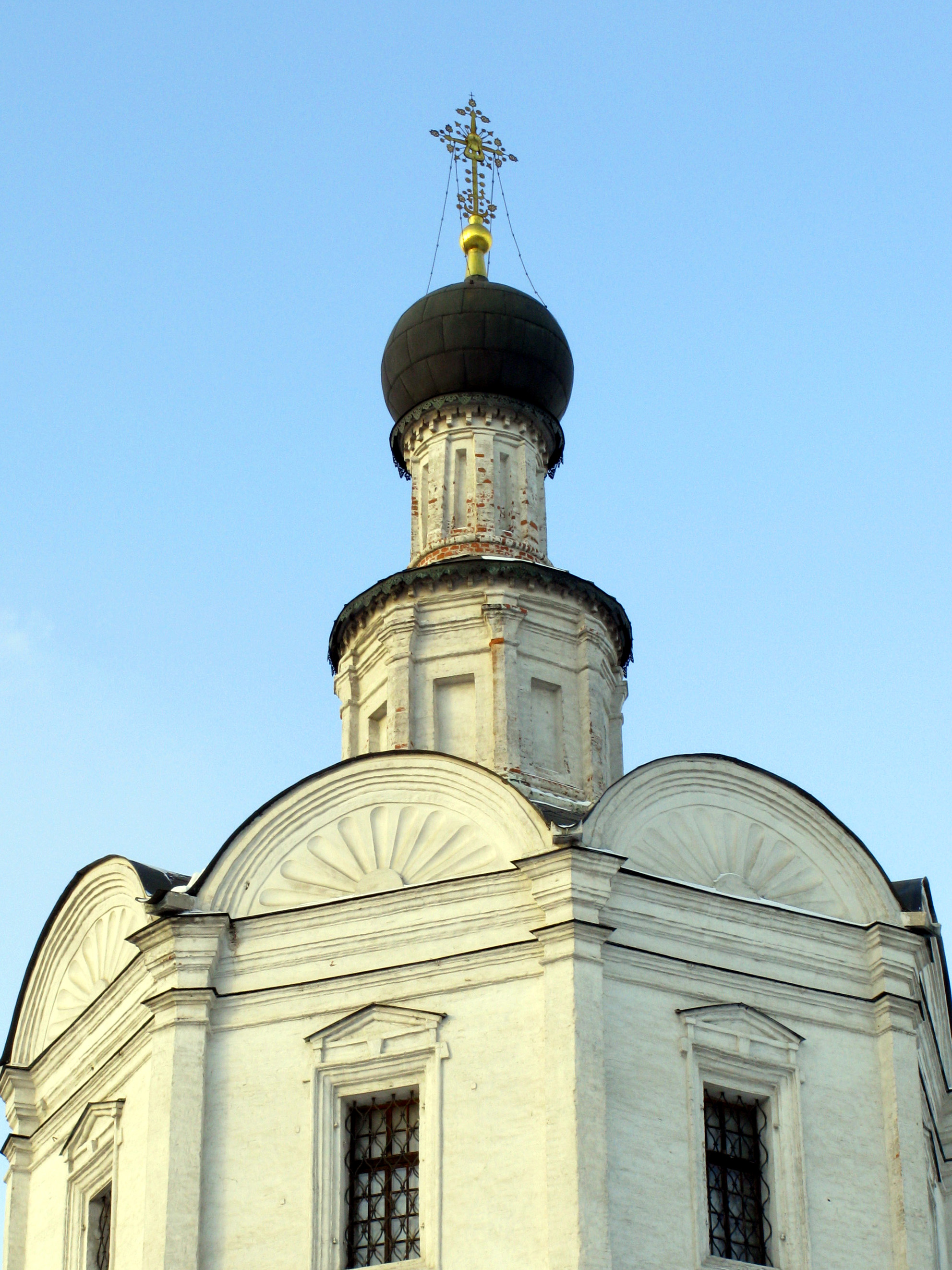
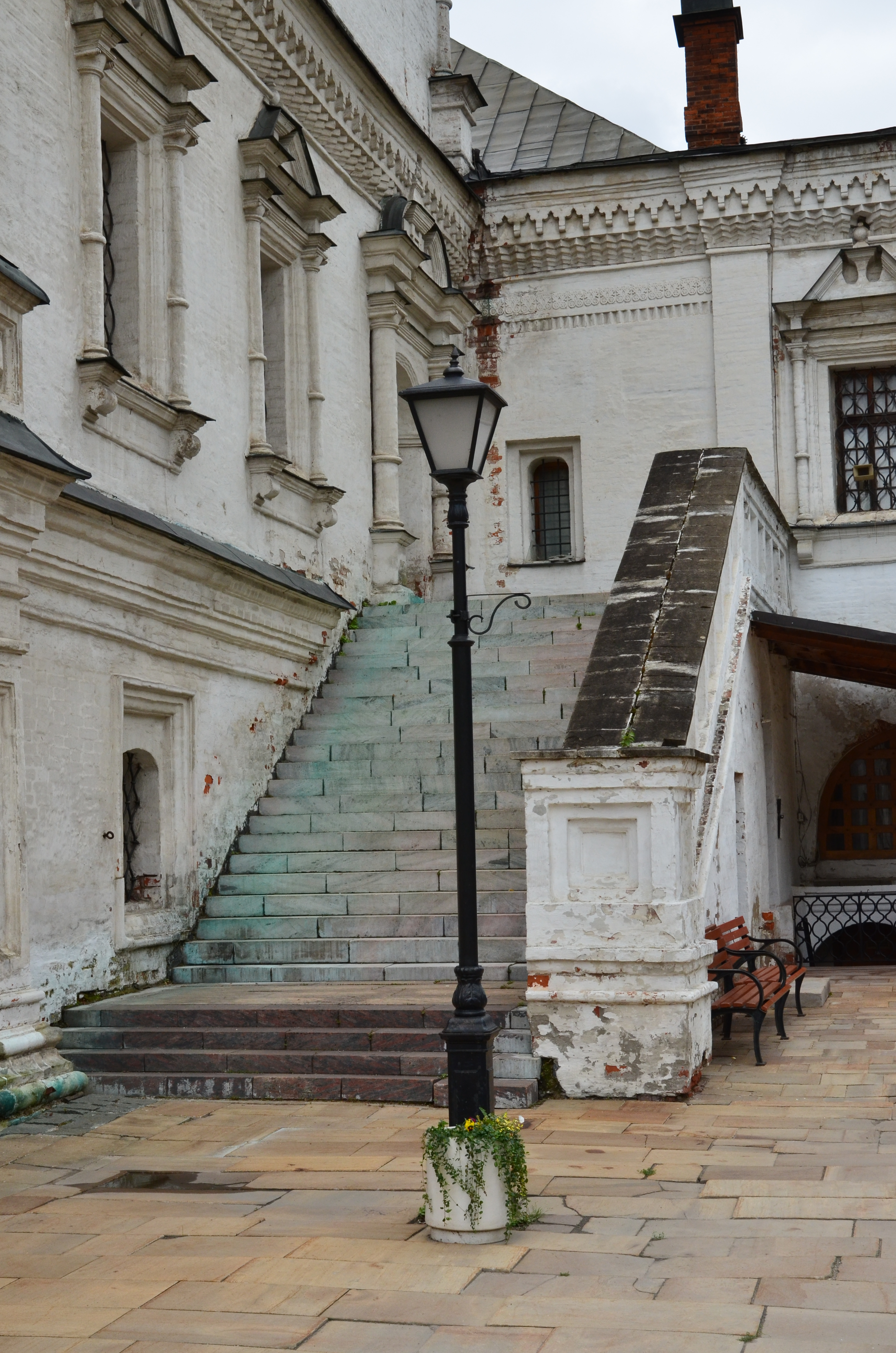
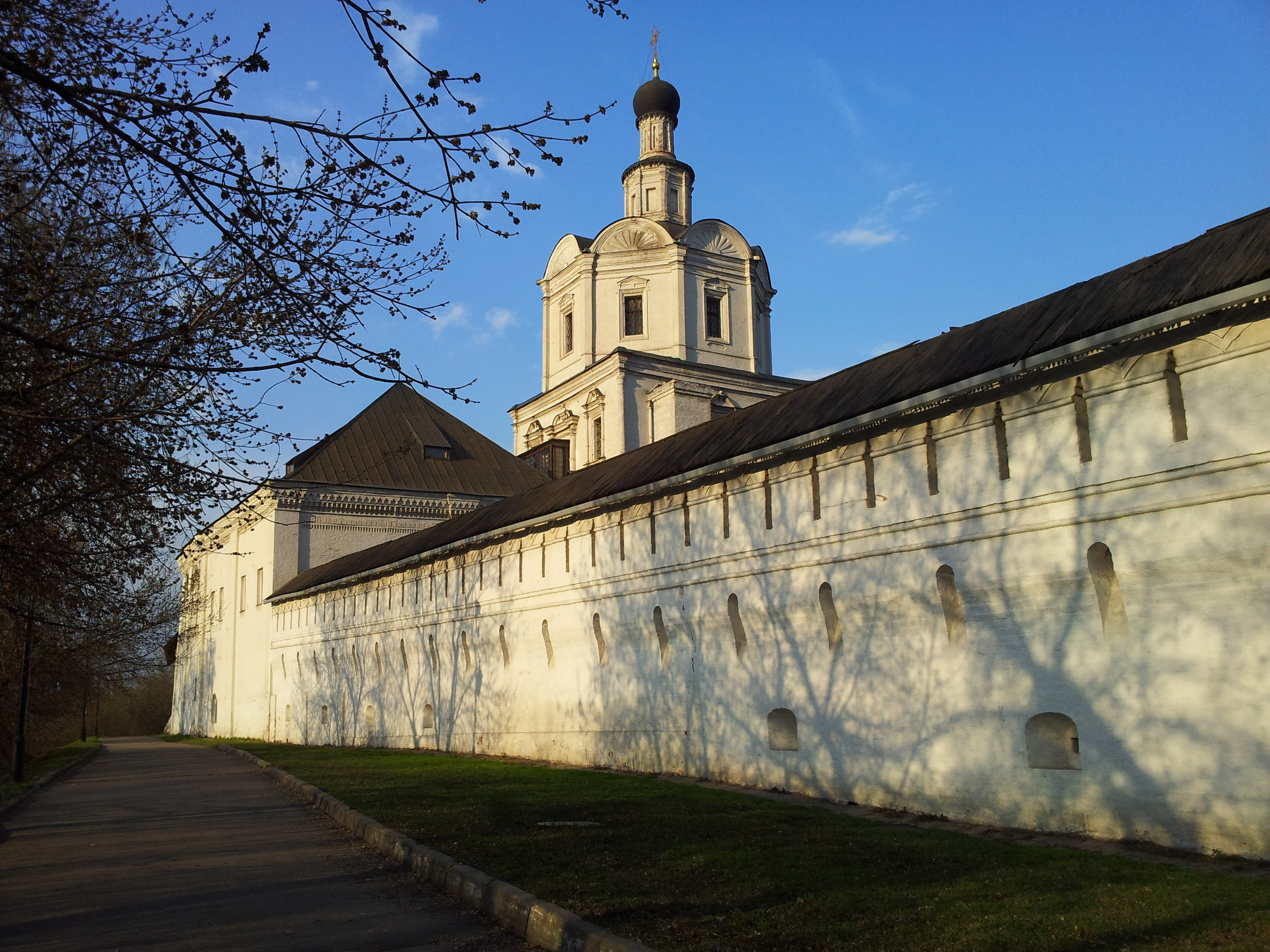
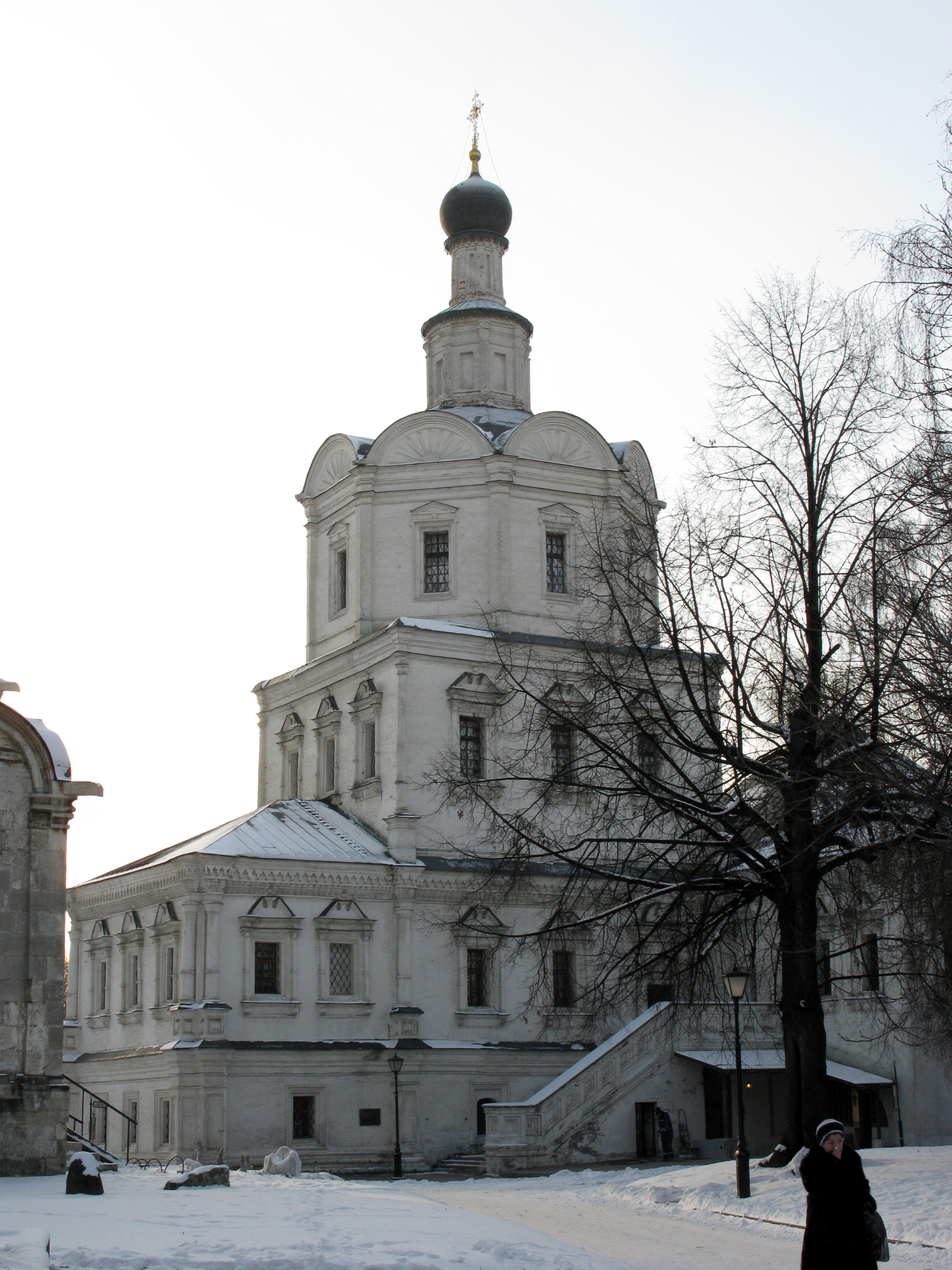